# Administración apostólica de Albania Meridional
La administración apostólica de Albania Meridional (en latín: Administratio Apostolica Albaniae Meridionalis y en albanés: Administratura Apostolike e Shqiperisë së Jugut) es una circunscripción eclesiástica latina de la Iglesia católica en Albania, sufragánea de la arquidiócesis de Tirana-Durrës. La administración apostólica tiene al obispo Giovanni Peragine, B. como su ordinario desde el 15 de junio de 2017.

## Territorio y organización
La administración apostólica extiende su jurisdicción sobre los fieles tanto del rito latino como del rito bizantino en la parte sur de Albania, que está poblada principalmente por cristianos ortodoxos y musulmanes. Incluye los condados de Gjirokastër, Berat, Korçë, Elbasan, Vlorë y Fier. Los escasos fieles bizantinos viven en Elbasan y se congregan en lo que fuera la pequeña parroquia de San Pedro (Kisha Bizantine Shën Pjetri), cuyo templo estuvo en ruinas hasta que fue restaurado en 1996, asociada con una comunidad de Basilianas Hijas de Santa Macrina y sin sacerdote.
La sede de la administración apostólica se encuentra en la ciudad de Fier, pero en Vlorë se halla la Procatedral de San Luis Gonzaga y Santa María (Kisha Katolike Shën Luigji Gonzaga dhe Shën Maria).
En 2020 la administración apostólica estaba dividida en 11 parroquias, entre ellas: Shën Piu X (en Elbasan), Shën Luigji Gonzaga dhe Shën Maria (en Vlorë), Ringjallja (en Korçë) y Shën Pjetrit dhe Shën Palit (en Lushnjë).

## Historia
El 7 de abril de 1939 se produjo la invasión italiana de Albania y el 12 de abril fue anexada al Reino de Italia. El papa Pío XII estableció el 11 de noviembre de 1939 la administración apostólica de Albania Meridional con la bula Inter regiones, separando territorio de la arquidiócesis de Durrës.

apostolicae Nostrae potestatis plenitudine ab Archidioecesi Dyrrachiensi partem illam disiungimus complectentem Albaniae australis territorium, quod intra limites civilium Provinciarum vulgo de Elbassan, Korea, Berat, Valona, Argyrocastro continetur, atque ex ita avulso territorio novam constituimus Administrationem Apostolicam Albaniae Australis nomine nuncupandam, eamque S. Congregationis pro Ecclesia Orientali iurisdictioni subiectam volumus.

Originalmente era sufragánea de la arquidiócesis de Escutari (hoy arquidiócesis de Escutari-Pult). Fue clasificada como de rito bizantino pero como jurisdicción territorial que incluye también a fieles latinos. En 1940 el papa la puso temporalmente bajo el cuidado pastoral del delegado apostólico en Albania, arzobispo Leone Giovanni Nigris.
En 1945 había cerca de 400 fieles greco-católicos cuando el delegado apostólico Nigris fue expulsado del país junto con los italianos tras la toma del poder por los comunistas en octubre de 1944. En 1946 todos los religiosos extranjeros fueron expulsados de Albania. La administración apostólica quedó a cargo del arzobispo de Durrës, Nikollë Vinçens Prennushi, desde 1946 hasta su muerte en prisión el 19 de marzo de 1949. La administración apostólica quedó vacante hasta 1992.
La comunidad católica bizantina albanesa fue virtualmente extinguida después de que en 1967 Albania fuera declarada un estado ateísta. Los lugares de culto fueron cerrados, muchos religiosos fueron martirizados y los católicos fueron estigmatizados como fascistas por el Gobierno albanés.
Al perder el poder los comunistas en Albania la libertad religiosa volvió a ejercerse en 1992, llegando el arzobispo Ivan Dias como nuncio apostólico en Albania, y el 3 de diciembre de 1996 el papa Juan Pablo II nombró al franciscano croata de rito latino Hil Kabashi como obispo de la administración apostólica de Albania Meridional, pero los casi 3500 feligreses eran casi todos de rito latino. Para 1998 no había parroquias ni sacerdotes para el puñado de fieles católicos bizantinos, pero luego fue establecida una pequeña parroquia bizantina en Elbasan en el lugar en el que fray Jorgji Germanos se estableció en 1900. Josif Papamihali fue beatificado en Shkodër el 5 de noviembre de 2016.
El 25 de enero de 2005 fue integrada a la provincia eclesiástica de la arquidiócesis de Durrës-Tirana (hoy la arquidiócesis de Tirana-Durrës). Posteriormente dejó de ser clasificada como de rito bizantino albanés y en el Anuario Pontificio 2020 la Iglesia católica bizantina albanesa ya no fue considerada más una Iglesia sui iuris debido al escaso número de fieles que tiene.

## Episcopologio
- Leone Giovanni Battista Nigris † (11 de noviembre de 1939-1945 renunció) (arzobispo titular de Filippi y delegado apostólico de Albania)
- Beato Nikollë Vinçens Prennushi, O.F.M. † (1946-19 de marzo de 1949 falleció) (arzobispo de Durrës y delegado apostólico en Albania)
  - Sede vacante (1949-1992)[11]
- Ivan Dias † (1992-8 de noviembre de 1996 nombrado arzobispo de Bombay) (arzobispo titular de Rusubisir y nuncio apostólico en Albania)
- Hil Kabashi, O.F.M. (3 de diciembre de 1996-17 de junio de 2017 retirado)
- Giovanni Peragine, B., desde el 15 de junio de 2017[12]

## Estadísticas
De acuerdo al Anuario Pontificio 2021 la administración apostólica tenía a fines de 2020 un total de 1922 fieles bautizados.
| Año                                                                             | Población            | Población | Población      | Sacerdotes | Sacerdotes    | Sacerdotes    | Bautizados por sacerdote | Diáconos permanentes | Religiosos | Religiosos | Parroquias |
| Año                                                                             | Bautizados católicos | Total     | % de católicos | Total      | Clero secular | Clero regular | Bautizados por sacerdote | Diáconos permanentes | Varones    | Mujeres    | Parroquias |
| ------------------------------------------------------------------------------- | -------------------- | --------- | -------------- | ---------- | ------------- | ------------- | ------------------------ | -------------------- | ---------- | ---------- | ---------- |
| 1950                                                                            | 4400                 | ?         | ?              | 22         | 7             | 15            | 200                      |                      |            |            | 11         |
| 1997                                                                            | 2474                 | 1 910 000 | 0.1            | 16         | 5             | 11            | 154                      |                      | 16         | 72         | 14         |
| 2000                                                                            | 2527                 | 1 910 000 | 0.1            | 14         | 3             | 11            | 180                      | 1                    | 20         | 85         | 14         |
| 2001                                                                            | 2655                 | 1 910 000 | 0.1            | 14         | 3             | 11            | 189                      | 1                    | 18         | 89         | 14         |
| 2002                                                                            | 2800                 | 1 900 000 | 0.1            | 15         | 4             | 11            | 186                      |                      | 15         | 98         | 6          |
| 2003                                                                            | 3000                 | 1 900 000 | 0.2            | 14         | 4             | 10            | 214                      |                      | 15         | 97         | 9          |
| 2004                                                                            | 3200                 | 1 900 000 | 0.2            | 14         | 4             | 10            | 228                      |                      | 15         | 97         | 9          |
| 2007                                                                            | 3600                 | 1 927 000 | 0.2            | 11         | 1             | 10            | 327                      |                      | 15         | 88         | 9          |
| 2010                                                                            | 3558                 | 2 137 000 | 0.2            | 13         | 1             | 12            | 273                      |                      | 16         | 88         | 8          |
| 2014                                                                            | 3596                 | 2 140 000 | 0.2            | 8          | 1             | 7             | 449                      |                      | 11         | 82         | 11         |
| 2017                                                                            | 3726                 | 1 443 013 | 0.3            | 12         | 2             | 10            | 310                      |                      | 14         | 77         | 15         |
| 2019                                                                            | 1923                 | 1 443 013 | 0.1            | 8          | 2             | 6             | 240                      |                      | 10         | 70         | 15         |
| 2020                                                                            | 1922                 | 1 441 425 | 0.1            | 8          | 2             | 6             | 240                      |                      | 12         | 69         | 11         |
| Fuente: Catholic-Hierarchy, que a su vez toma los datos del Anuario Pontificio. |                      |           |                |            |               |               |                          |                      |            |            |            |